# Merlevenez
Merlevenez ist eine französische Gemeinde mit 3191 Einwohnern (Stand 1. Januar 2022) im Département Morbihan in der Region Bretagne. Die Bewohner werden Merleveneziens und Merleveneziennes genannt.

## Geographie
Die Gemeinde liegt im Südwesten des Départements ca. fünf Kilometer östlich der Agglomeration von Lorient zwischen dem Blavet und der Ria d’Étel.
Merlevenez grenzt im Norden an die Gemeinde Kervignac, im Osten an Nostang und Sainte-Hélène, im Süden an Plouhinec, im Südwesten an Riantec sowie im äußersten Westen an Locmiquelic.
Die Besiedelung findet sich fast ausschließlich im zentral gelegenen Ort Melevenez.

## Geschichte
Die Gründung des Ortes geht auf die Tempelritter zurück, die dort im 12. Jahrhundert ein Kloster und eine Kapelle erbauten. Der Ortsname wechselt mehrfach und findet sich zuerst im Jahr 1367 als Breullenevez. Merlevenez erhält im Jahr 1790 den Status einer Gemeinde und gehört zunächst zum Kanton Kervignac, im Jahr 1801 wird die Gemeinde dem Kanton Port-Louis zugeordnet.

## Bevölkerungsentwicklung
| Jahr                       | 1962 | 1968 | 1975 | 1982 | 1990 | 1999 | 2011 | 2019 |
| Einwohner                  | 1183 | 1237 | 1221 | 1769 | 2032 | 2294 | 3100 | 3238 |
| Quellen: Cassini und INSEE |      |      |      |      |      |      |      |      |

## Sehenswürdigkeiten
- Kirche Notre-Dame de Joie (12. bis 15. Jahrhundert) mit unversehrtem romanischen Portal aus dem 12. Jahrhundert (seit 1927 als Monument historique klassifiziert)
- Brunnen von Kergornet aus dem 18. Jahrhundert (seit 1933 als Monument historique eingeschrieben)

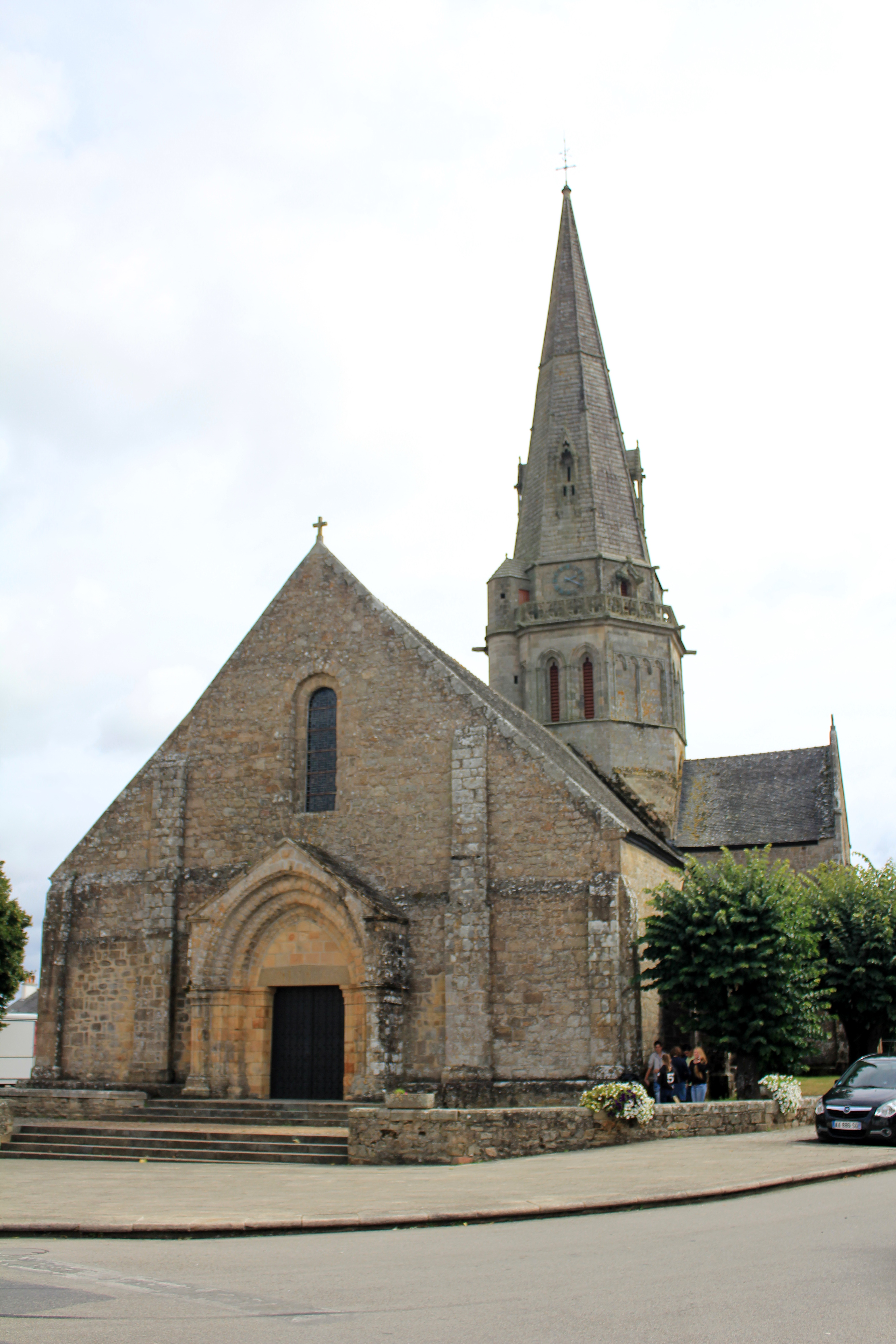
Kirche Notre-Dame de Joie

## Verkehr
Die Gemeinde ist nordwärts über die D9 nach Hennebont und ostwärts über die D33 nach Landévant an das französische Fernstraßennetz (N24, N165) angeschlossen. Der Großraum von Lorient westlich des Blavet wird über die in der Nachbargemeinde Kervignac von der D9 abzweigende D194 erreicht. Die D9 führt im Süden über die Ria d’Étel nach Belz, die D33 im Südwesten weiter nach Riantec.
Die nächsten Bahnhöfe im Regionalverkehr liegen in Hennebont, Brandérion und Landévant, mit Fernverkehrsanschluss in Lorient und Auray. Nächstgelegener Flughafen ist Lorient Bretagne Sud. Busverbindungen (montags bis samstags) bestehen nach Lorient und Belz. Bis 1939 war Merlevenez an das Bahnnetz der Chemins de fer du Morbihan angeschlossen.